# Torre Le Nocelle
Torre Le Nocelle è un comune italiano di 1 226 abitanti della provincia di Avellino in Campania.

## Storia

### Le origini
Le origini del paese risalgono, secondo alcune testimonianze, all'epoca romana e preromana. Lo dimostrerebbero oggetti e ruderi rinvenuti nel territorio in località Viticeto, gli avanzi di un acquedotto romano lungo il fiume Calore e tre colonne di marmo cipollino provenienti da un tempio pagano, che si trovano oggi nella chiesa di San Ciriaco.

### Medioevo
Altri documenti consentono di ricostruire, su basi più certe, la storia del paese a partire dall'età medievale. In quel periodo, infatti, il paese fu uno dei baluardi di difesa e di vedetta dei vicini feudi di Montefusco e Montemiletto e venne denominato, fin dal 1280, col nome di "Turrecella". Nei documenti posteriori, a partire dal 1412, il paese è citato come "Torre di Montefuscolo" perché era, appunto, uno dei castelli che circondava la baronia di Montefusco.

### Età moderna
Nel 1806, con l'estromissione dal regno di Napoli dei Borboni, Gioacchino Murat diede pratica attuazione alla legge napoleonica che aboliva la feudalità: allontanò i Caracciolo dal governo di Avellino ed espropriò tutti gli enti religiosi di ogni corpo feudale e bene. Nel nuovo quadro amministrativo, Avellino fu dichiarato capoluogo del Principato Ultra e, a seguito della nuova situazione, nel 1810, Torre Nocelle litigò col principe di Montemiletto per il possesso di Starse e del Bosco Faiano.
Nel settembre del 1860 a Torre le Nocelle i reazionari filoborbonici scatenarono una violenta reazione che si tradusse in una strage di liberali filogaribaldini. Una rivolta del tutto analoga avvenne anche a Montemiletto mentre ad Ariano Irpino vennero presi di mira i garibaldini accorsi a formare il governo provvisorio della città e non i liberali del posto.

### Simboli
Lo stemma e il gonfalone del comune di Torre Le Nocelle sono stati concessi con decreto del presidente della Repubblica del 23 febbraio 2015.
(D.P.R. 23 febbraio 2015)
Il gonfalone è un drappo di giallo con la bordatura di verde.

## Monumenti e luoghi d'interesse
Interessante è il santuario di San Ciriaco, il più importante in Italia tra quelli dedicati a quel santo. Il campanile, staccato dalla chiesa fu edificato circa un decennio dopo la costruzione della chiesa e probabilmente sulle fondamenta della "turris" di avvistamento, da cui prese il nome il paese.

## Società

### Evoluzione demografica
Abitanti censiti

### Lingue e dialetti
Accanto alla lingua italiana, a Torre Le Nocelle è tuttora in uso il dialetto irpino.

## Economia
Tra i prodotti tipici più rinomati si annoverano le olive, destinate all`estrazione di olio extravergine DOP "Irpinia - Colline dell'Ufita".

## Amministrazione
Il comune fa parte dell'Unione dei comuni Medio Calore.

## Sport
La squadra di calcio locale è l'A.S.D. Atletico Torre 2018, militante nel girone B del campionato di Terza Categoria-Avellino.